# Hirokazu Ishihara
Hirokazu Ishihara (jap. 石原 広教, Ishihara Hirokazu; * 26. Februar 1999 in Fujisawa, Präfektur Kanagawa) ist ein japanischer Fußballspieler. 

## Karriere
Hirokazu Ishihara erlernte das Fußballspielen in der Jugendmannschaft von Shonan Bellmare. Hier unterschrieb er 2017 auch seinen ersten Profivertrag. Der Verein aus der Hafenstadt Hiratsuka in der Präfektur Kanagawa spielte in der zweithöchsten Liga des Landes, der J2 League. 2017 wurde er mit dem Verein Meister der zweiten Liga und stieg in die erste Liga auf. 2018 gewann er mit dem Verein den J. League Cup. Im Finale besiegte man die Yokohama F. Marinos mit 1:0. Die Saison 2019 wurde er an den Zweitligisten Avispa Fukuoka nach Fukuoka ausgeliehen. Für Avispa absolvierte er 37 Zweitligaspiele. Nach der Ausleihe kehrte er 2020 zu Shonan zurück. Nach insgesamt 139 Ligaspielen wechselte er im Januar 2024 zum ebenfalls in der ersten Liga spielenden Urawa Red Diamonds.

## Erfolge
Shonan Bellmare
- Japanischer Zweitligameister: 2017
- Japanischer Ligapokalsieger: 2018